# There She Goes
«There She Goes» — песня английского певца Тайо Круса с его третьего студийного альбома TY.O (2011), а также из его мини-альбома The Fast Hits EP (2012). Трек был выпущен физически и в цифровом виде в качестве третьего сингла с альбома 20 апреля 2012 года в Германии. В песне присутствует вокал американского рэпера, поп-певца и продюсера Pitbull. Позже этот трек был выбран для выпуска в качестве третьего сингла с альбома в Великобритании, релиз состоялся 25 июня 2012 года. Однако в британском релизе трека Pitbull отсутствует. Трек достиг 12-й строчки в UK Singles Chart.

## Клип
Официальное музыкальное видео на песню «There She Goes» было загружено на официальный канал Круса на YouTube 16 мая 2012 года общей продолжительностью 3 минуты 39 секунд. В видео нет Питбуля, а также нет его вокала. На нём Крус и узбекская супермодель Надя Непомнящая сидят в закусочной посреди пустыни, а затем везёт её через всю страну в шикарный ночной клуб, где пара вместе исполняет песню. На нём также изображены несколько загадочных мотоциклистов, которые разъезжают с Крусом на парковке и вспышка на фоне горизонта пустыни.

## Список композиций
- German CD single[1]

1. «There She Goes» — 3:46
2. «There She Goes» (No Pitbull) — 3:29

- UK Digital download EP[2]

1. «There She Goes» (No Pitbull) — 3:28
2. «There She Goes» (Moto Blanco Remix) — 3:25
3. «There She Goes» (Moto Blanco Extended Remix) — 7:13
4. «There She Goes» (Rack 'N' Ruin Remix) — 3:25

## Участники записи
- Вокал — Taio Cruz, Pitbull
- Продюсер — RedOne, Jimmy Joker
- Текст — Taio Cruz, RedOne, Armando Perez, Jimmy Joker, AJ Junior, Bilal Hajji
- Лейбл: Island Records

## Хронология релиза
| Регион         | Дата           | Формат                      |
| -------------- | -------------- | --------------------------- |
| Германия       | 20 апреля 2012 | CD-сингл, цифровая загрузка |
| Франция        | 21 июня 2012   | Цифровая загрузка           |
| Великобритания | 24 июня 2012   | Цифровая загрузка           |